# Кузен-Монтабан, Шарль
Шарль-Гийом-Мари-Апполлинер-Антуан Кузен-Монтабан, граф де Паликао (фр. Charles Guillaume Marie Appollinaire Antoine Cousin Montauban, 1er Comte de Palikao; 24 июня 1796 — 8 января 1878) — французский военный и государственный деятель.

## Биография
Шарль Кузен-Монтабан родился в Париже в семье Жана-Антуана Кузена и Аделаиды Делоне. В 1814 году, под именем Шарль Кузен-Монтабан, поступил на службу в гвардию графа д’Артуа. Во время Ста дней сохранил верность Бурбонам. После реставрации учился в кавалерийской школе в Сомюре. В 1823 году добровольцем, в чине лейтенанта, участвовал в интервенции в Испанию. После воцарения Карла X поступил в 1-й полк Конных гренадеров.
В 1830 году принимает участие в экспедиции в Алжир. В 1831 году получил чин капитана. После июльской революции его, не без оснований, подозревали в тайных сношениях с высадившимся в Булони претендентом, Луи-Наполеоном. Был снова переведён в Алжир, где служил в кавалерии. 7 мая 1843 года получил чин подполковника и назначен командиром 2-го полка африканских стрелков, стоявшего в Оране. С 2 августа 1845 года — полковник. Во главе своего полка ему удалось в 1847 году пленить Абд аль-Кадира. Несмотря на это, Кузен едва не попал под суд за неправильное ведение полковой кассы. Но в 1848 году вспыхнула революция и процесс против приверженца Луи-Наполеона был прекращён.
С этого момента Кузен вёл оживлённую бонапартистскую пропаганду, за неуместное рвение в ней был посажен под арест генералом Пелисье. Кавеньяк уже готов был подписать приказ о его увольнении из армии, но в это время Луи-Наполеон стал главой нации.
21 сентября 1851 года Кузен был произведён в бригадные генералы, 28 декабря 1855 года — в дивизионные. Командовал провинцией Константина. Во время его службы везде раздавались жалобы на его лихоимство и деспотизм. Но император Наполеон III, зная приверженность Кузена к династии, постоянно выгораживал его в скандальных процессах, рассчитывая, что в критическую минуту на Кузена можно будет положиться.
В 1858 году получил назначение во Франции. Только против воли, Наполеон III в 1859 году уступил настоятельным требованиям французских генералов, категорически отказывающимся идти в поход вместе с Кузеном, который поэтому не участвовал в Итальянской войне. Вместо этого, Шарль Кузен-Монтабан был назначен командующим французскими силами во время совместных англо-французских боевых действий против Китая.

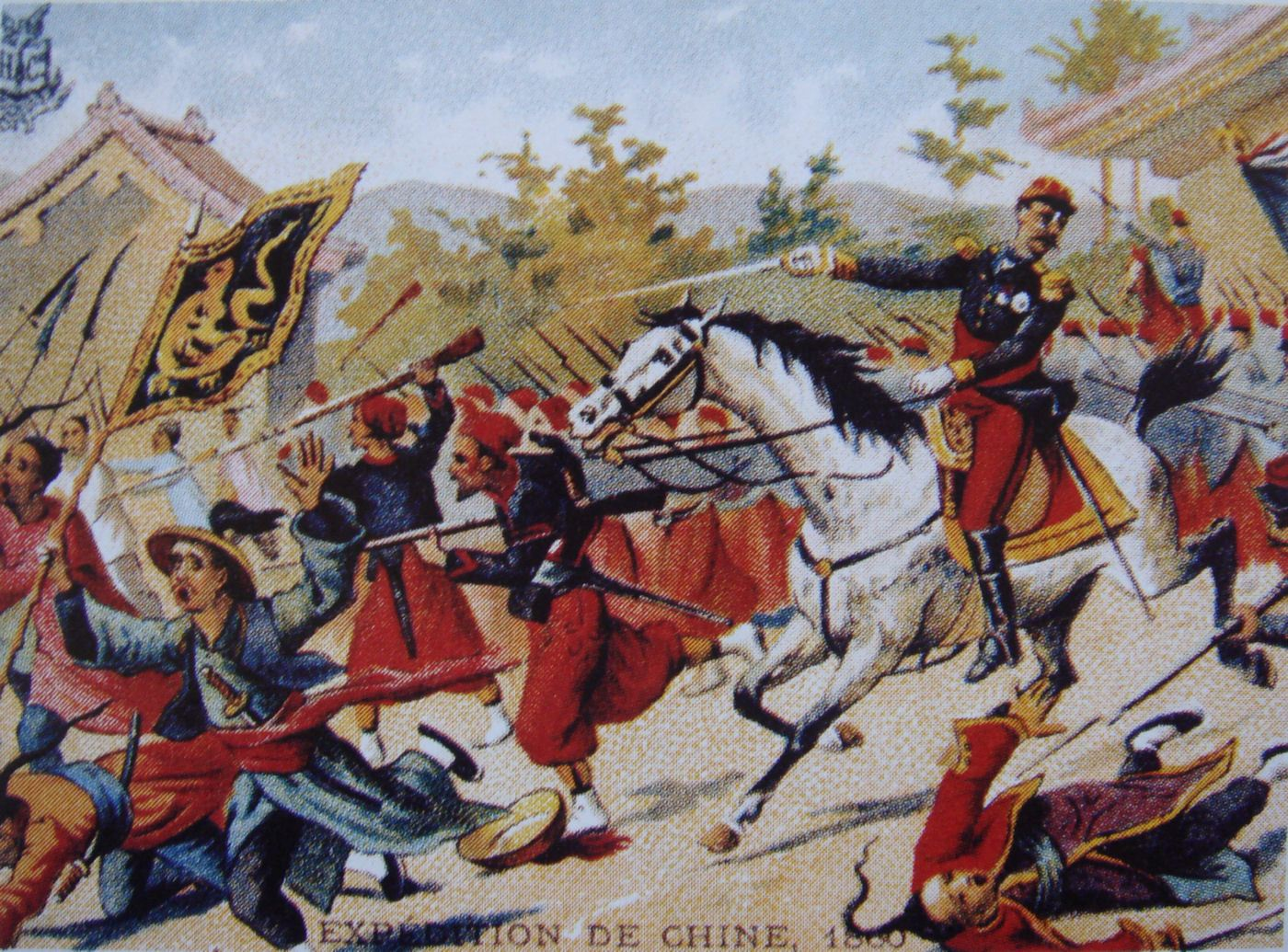
Кузен-Монтабан в сражении у деревни Чжанцзявань 18 сентября 1860 года

Именно здесь он проявил свой военный талант. В 1860 году он овладел фортами Дагу и одержал победу в сражении у моста Балицяо. Выказал страшную грубость и кровожадность, преимущественно при разграблении Летнего дворца в Пекине. В 1863 году Наполеон III удостоил его титула «граф Балицяо» (фр. comte de Palikao).
В 1864 году Кузен-Монтабан был назначен командующим Лионской армией. В 1865 году — IV армейским корпусом, дислоцированным в Лионе, и занимал этот пост до начала франко-прусской войны.
С началом франко-прусской войны предполагалось, что Кузен будет командовать десантными войсками в предполагавшейся экспедиции в Северное и Балтийское моря. Однако, когда начавшиеся бедствия свалили правительство Оливье, а готовившиеся войска послали на фронт, императрица Евгения назначила его главой кабинета и военным министром.
На новом посту Кузен-Монтабан пробыл всего 24 дня. Несмотря на это он развил энергичную деятельность. Он сумел мобилизовать военные ресурсы нации, и за короткий срок сформировал новую армию, которая под командованием маршала Мак-Магона двинулась на выручку осаждённому Мецу. Однако дело закончилось катастрофой под Седаном.
После пленения императора, Кузен-Монтабану было предложено стать диктатором, но он отказался так поступать с государством, и предложил сформировать Совет Национальной обороны с собой во главе. Прежде, чем решение было принято, в зал заседаний ворвалась толпа, провозгласившая 4 сентября 1870 года республику. Шарль Кузен-Монтабан бежал в Бельгию. Позднее он вернулся во Францию.
Шарль-Гийом-Мари-Апполлинер-Антуан Кузен-Монтабан, граф де Паликао скончался 8 января 1878 года в Версале.

## Награды
- Орден Почётного легиона
  - кавалер (1834)
  - офицер (1844)
  - командор (1848)
  - великий офицер (1859)
  - большой крест (1860)
- Воинская медаль (1861)